# Wycombe (circonscription du Parlement britannique)
Circonscription parlementaire de la Chambre des communes
La circonscription de Wycombe est une circonscription parlementaire britannique située dans le Buckinghamshire, et représentée à la Chambre des communes du Parlement britannique depuis 2024 par Emma Reynolds du Parti travailliste.

## Members of Parliament

### MPs 1295–1640
- Circonscription créée (1295)

| Année     | Premier membre              | Second membre            |
| --------- | --------------------------- | ------------------------ |
| 1295      | Stephen Ayott               | Thomas le Tayleur        |
| 1298      | Adam de Guldeford           | Roger Allitarius         |
| 1300      | John le Pistor              | Roger Allitarius         |
| 1306      | Peter le Cotiler            | John le Bake             |
| 1307      | Peter le Cotiler            | Andrew Batyn             |
| 1307      | Peter le Cotiler            | Roger de Sandwell        |
| 1308      | Peter le Cotiler            | Edmond de Haveringdoun   |
| 1312      | Thomas Gerveys              | Matthew le Fuller        |
| 1312      | Robert Paer                 | William le Cassiere      |
| 1318      | Robert Smith                | William le Fote          |
| 1322      | Richard le Haslere          | Bennet le Cassiere       |
| 1325      | John le Tayleur             | John de Sandwell         |
| 1326      | Roger Sandwell              | Matthew le Fuller        |
| 1327      | Richard atte Walle          | John atte Donne          |
| 1328      | John atte Donne             | Henry de Mussenden       |
| 1330      | John le Harriere            | Richard Perre            |
| 1332      | Matthew le Fuller           | Richard Tottering        |
| 1333      | Jordan de Wycombe           | Richard Bennet           |
| 1335      | John Ayot                   | Richard Perkyn           |
| 1336      | John le Harriere            | Thomas Gerveys           |
| 1336      | John Ayot                   | Richard Abyndon          |
| 1337      | John le Clerk               | John Pool                |
| 1338      | Stephen Ayot                | John le Taverner         |
| 1338      | Thomas Gerveys              | Jordan de Preston        |
| 1341      | Robert Stenstoole           | Robert Harleyford        |
| 1346      | Ralph Barber                | Robert Harleyford        |
| 1347      | John Martyn                 | Robert Cattingham        |
| 1348      | Walter atte Leech           | William Cassiere         |
| 1355      | Thomas Gerveys              | Ralph Harleyford         |
| 1357      | Thomas Gerveys              | Robert Harleyford        |
| 1357      | Thomas Gerveys              | John Mepertshale         |
| 1360      | Thomas Gerveys              | Robert le Weeler         |
| 1360      | Thomas Gerveys              | Richard Spigurnell       |
| 1362      | Thomas Gerveys              | William Frere            |
| 1365      | Thomas Cornwaile            | Richard Barbour          |
| 1368      | Thomas Cornwaile            | William atte Dene        |
| 1369      | Thomas Gerveys              | William atte Dene        |
| 1371      | Aucun autre?                | William atte Dene        |
| 1372      | John Bledlowe               | William atte Dene        |
| 1373      | Thomas Ballard              | William atte Dene        |
| 1377      | Richard Sandwell            | William atte Dene        |
| 1378      | Richard Jordaine            | William atte Dene        |
| 1379      | Richard Sandwell            | William atte Dene        |
| 1381      | Thomas Ravell               | Walter Frere             |
| 1382      | William Kele                | William atte Dene        |
| 1383      | Stephen Watford             | John Petymin             |
| 1384      | William atte Dene           | Richard Kele             |
| 1385      | Stephen Watford             | Richard Kele             |
| 1386      | Walter Frere                | Richard Holyman          |
| 1388      | Stephen Watford             | William atte Dene        |
| 1391      | William Depham              | William atte Dene        |
| 1392      | William Depham              | Walter Waltham           |
| 1394      | Walter atte Dene            | William Depham           |
| 1396      | Richard Sandwell            | Walter Waltham           |
| 1399      | John Cotyngham              | William Clerk            |
| 1401      | Nicholas Sperling           | John Sandwell            |
| 1413      | Henry Sperling              | Roger More               |
| 1414      | William Hall                | John Coventre II         |
| 1415      | William Clerk               | Andrew Sperling          |
| 1417      | Roger More                  | Andrew Sperling          |
| 1419      | William Merchant            | John Cotyngham           |
| 1420      | Roger More                  | Thomas Merston           |
| 1421      | John Horewode               | Thomas Pusey             |
| 1421      | Roger More                  | Richard Merston          |
| 1422      | Nicholas Stepton            | John Coventry            |
| 1423      | Roger More                  | John Coventry            |
| 1424      | William Whaplode            | John Cotyngham           |
| 1425      | Thomas Muston               | William Stocton          |
| 1427      | John Coventry               | John Justice             |
| 1429      | John Wellesbourn            | John Bishop              |
| 1430      | Roger More                  | William Fowler           |
| 1432      | John Martyn                 | John Blackpoll           |
| 1434      | John Durein                 | John Cotyngham           |
| 1436      | John Hill                   | Bartholomew Halling      |
| 1441      | John Radeshill              | John Martyn              |
| 1446      | John Wellesbourn            | John Martyn              |
| 1448      | John Wellesbourn            | John Haynes              |
| 1449      | William Stocton             | Nicholas Fayrewell       |
| 1450      | William Stocton             | Thomas More              |
| 1452      | William Collard             | David Thomasyn           |
| 1461      | Thomas Mansell              | Thomas Catsbury          |
| 1469      | Thomas Fowler               | Thomas Fayrewell         |
| 1478      | Thomas Gate                 | Thomas Wellesbourn       |
| 1529      | William Windsor             |                          |
| 1542      | John Gates                  | William Dormer           |
| 1547      | Thomas Fisher               | Armigyll Wade            |
| mar 1553  | Henry Peckham               | John Cheyne              |
| oct 1553  | Henry Peckham               | Robert Drury             |
| avr 1554  | Henry Peckham               | Thomas Pymme alias Fryer |
| nov 1554  | John Cheyne                 | William Drury            |
| 1555      | Henry Peckham               | Robert Drury             |
| 1558      | Thomas Pymme                | Robert Woodleafe         |
| 1558      | Paul Wentworth              | Roland Bracebridge       |
| 1562      | Thomas Fermore alias Draper | Thomas Keele             |
| 1570      | John Russell                | Robert Christmas         |
| 1571      | Thomas Nale                 | Rowland Goules           |
| 1584      | John Morley                 | George Cawfield          |
| 1585      | Thomas Ridley               | George Fleetwood         |
| 1589      | Owen Oglethorp              | Francis Goodwin          |
| 1592      | Thomas Tasburgh             | Thomas Fortescue         |
| 1596      | William Fortescue           | John Tasburgh            |
| 1601      | Richard Blount              | Henry Fleetwood          |
| 1604      | Sir John Townsend           | Henry Fleetwood          |
| 1614      | William Borlase             | Sir Henry Neville        |
| 1621      | Richard Lovelace            | Arthur Goodwin           |
| 1624      | Henry Coke                  | Arthur Goodwin           |
| 1625      | Henry Coke                  | Thomas Lane              |
| 1626      | Henry Coke                  | Edmund Waller            |
| 1628      | Sir William Borlase         | Thomas Lane              |
| 1629–1640 | Aucun Parlement convoqué    | Aucun Parlement convoqué |

### MPs 1640–1868
| Année         | Année         | Année                                      | Premier membre                                              | Premier parti                                               | Second membre                                                                         | Second parti                                                                          |
| ------------- | ------------- | ------------------------------------------ | ----------------------------------------------------------- | ----------------------------------------------------------- | ------------------------------------------------------------------------------------- | ------------------------------------------------------------------------------------- |
|               |               | avril 1640                                 | Sir Edmund Verney                                           | Royaliste                                                   | Thomas Lane                                                                           | Parliamentarian                                                                       |
| novembre 1640 |               |                                            | Sir Edmund Verney                                           | Royaliste                                                   | Thomas Lane                                                                           | Parliamentarian                                                                       |
|               | octobre 1642  | Verney tué au combat - siège laissé vacant | Verney tué au combat - siège laissé vacant                  |                                                             | Thomas Lane                                                                           | Parliamentarian                                                                       |
|               | 1645          | Richard Browne                             |                                                             |                                                             | Thomas Lane                                                                           | Parliamentarian                                                                       |
|               |               | décembre 1648                              | Browne et Lane exclus dans la Purge de Pride – siège vacant | Browne et Lane exclus dans la Purge de Pride – siège vacant | Browne et Lane exclus dans la Purge de Pride – siège vacant                           | Browne et Lane exclus dans la Purge de Pride – siège vacant                           |
|               |               | 1653                                       | Wycombe n'était pas représenté au Parlement de Barebone     | Wycombe n'était pas représenté au Parlement de Barebone     | Wycombe n'était pas représenté au Parlement de Barebone                               | Wycombe n'était pas représenté au Parlement de Barebone                               |
|               |               | 1654                                       | Thomas Scot                                                 |                                                             | Wycombe n'avait qu'un seul siège dans les Premier et Second parlements du protectorat | Wycombe n'avait qu'un seul siège dans les Premier et Second parlements du protectorat |
|               | 1656          | Tobias Bridge                              |                                                             |                                                             | Wycombe n'avait qu'un seul siège dans les Premier et Second parlements du protectorat | Wycombe n'avait qu'un seul siège dans les Premier et Second parlements du protectorat |
|               | janvier 1659  | Tobias Bridge                              | Thomas Scot                                                 |                                                             |                                                                                       |                                                                                       |
|               |               | mai 1659                                   | Non représenté est restauré Rump                            | Non représenté est restauré Rump                            | Non représenté est restauré Rump                                                      | Non représenté est restauré Rump                                                      |
|               |               | avril 1660                                 | Edmund Petty                                                |                                                             | Richard Browne                                                                        |                                                                                       |
|               |               | 1661                                       | Sir Edmund Pye                                              |                                                             | Sir John Borlase                                                                      |                                                                                       |
|               | février 1673  | Sir John Borlase                           | Sir Edmund Pye                                              |                                                             |                                                                                       |                                                                                       |
|               | novembre 1673 | Sir John Borlase                           | Robert Sawyer                                               |                                                             |                                                                                       |                                                                                       |
|               | 1679          | Sir John Borlase                           | Thomas Lewes                                                |                                                             |                                                                                       |                                                                                       |
|               |               | 1685                                       | Sir Dennis Hampson                                          |                                                             | Edward Baldwin                                                                        |                                                                                       |
|               |               | 1689                                       | Thomas Lewes                                                |                                                             | William Jephson                                                                       |                                                                                       |
|               | 1691          | Charles Godfrey                            | Thomas Lewes                                                |                                                             |                                                                                       |                                                                                       |
|               | 1696          | Charles Godfrey                            | Fleetwood Dormer                                            |                                                             |                                                                                       |                                                                                       |
|               | 1698          | Charles Godfrey                            | John Archdale                                               |                                                             |                                                                                       |                                                                                       |
|               | 1699          | Charles Godfrey                            | Thomas Archdale                                             |                                                             |                                                                                       |                                                                                       |
|               | 1701          | Charles Godfrey                            | Fleetwood Dormer                                            |                                                             |                                                                                       |                                                                                       |
|               | 1710          | Charles Godfrey                            | Sir Thomas Lee                                              |                                                             |                                                                                       |                                                                                       |
|               | 1713          | Sir John Wittewrong                        | Sir Thomas Lee                                              |                                                             |                                                                                       |                                                                                       |
|               | février 1722  | John Neale                                 | Sir Thomas Lee                                              |                                                             |                                                                                       |                                                                                       |
|               |               | mars 1722                                  | Charles Egerton                                             |                                                             | Comte de Shelburne                                                                    |                                                                                       |
|               | février 1726  | Charles Colyear                            |                                                             |                                                             | Comte de Shelburne                                                                    |                                                                                       |
|               | mars 1726     | Harry Waller                               |                                                             |                                                             | Comte de Shelburne                                                                    |                                                                                       |
|               | 1727          | Harry Waller                               | William Lee                                                 |                                                             |                                                                                       |                                                                                       |
|               | 1730          | Harry Waller                               | Sir Charles Vernon                                          |                                                             |                                                                                       |                                                                                       |
|               | 1734          | Harry Waller                               | Edmund Waller                                               |                                                             |                                                                                       |                                                                                       |
|               | 1734          | Harry Waller                               | Sir Charles Vernon                                          |                                                             |                                                                                       |                                                                                       |
|               | 1741          | Harry Waller                               | Edmund Waller                                               |                                                             |                                                                                       |                                                                                       |
|               | 1747          | Edmund Waller Junior                       | Edmund Waller                                               |                                                             |                                                                                       |                                                                                       |
|               |               | 1754                                       | Comte de Shelburne                                          |                                                             | John Waller                                                                           | Opposition Whig                                                                       |
|               | 1757          | Edmund Waller Junior                       | Comte de Shelburne                                          |                                                             |                                                                                       |                                                                                       |
|               | 1760          | Edmund Waller Junior                       | Vicomte FitzMaurice                                         | Whig                                                        |                                                                                       |                                                                                       |
|               | mars 1761     | Robert Waller                              | Vicomte FitzMaurice                                         | Whig                                                        |                                                                                       |                                                                                       |
|               | décembre 1761 | Robert Waller                              | Isaac Barré                                                 | Whig                                                        |                                                                                       |                                                                                       |
|               | 1774          | Robert Waller                              | Hon. Thomas FitzMaurice                                     |                                                             |                                                                                       |                                                                                       |
|               | 1780          | Robert Waller                              | Vicomte Mahon                                               | Whig                                                        |                                                                                       |                                                                                       |
|               | 1786          | Robert Waller                              | Comte Wycombe                                               |                                                             |                                                                                       |                                                                                       |
|               | 1790          | Rear-Admiral Sir John Jervis               | Comte Wycombe                                               | Whig                                                        |                                                                                       |                                                                                       |
|               | 1794          | Sir Francis Baring                         | Comte Wycombe                                               |                                                             |                                                                                       |                                                                                       |
|               | 1796          | Sir John Dashwood-King                     | Comte Wycombe                                               | Non Partisan                                                |                                                                                       |                                                                                       |
|               | 1802          | Sir John Dashwood-King                     | Sir Francis Baring                                          | Non Partisan                                                |                                                                                       |                                                                                       |
|               | 1806          | Sir John Dashwood-King                     | Sir Thomas Baring                                           | Non Partisan                                                | Whig                                                                                  |                                                                                       |
|               | 1831          | Hon. Robert Smith                          | Sir Thomas Baring                                           | Whig                                                        | Whig                                                                                  |                                                                                       |
|               | 1832          | Hon. Robert Smith                          | Hon. Charles Grey                                           | Whig                                                        | Whig                                                                                  |                                                                                       |
|               | 1837          | Hon. Robert Smith                          | Sir George Dashwood                                         | Whig                                                        | Whig,                                                                                 |                                                                                       |
|               | 1838          | George Robert Smith                        | Sir George Dashwood                                         | Whig                                                        | Whig,                                                                                 |                                                                                       |
|               | 1841          | Ralph Bernal                               | Sir George Dashwood                                         | Radical,                                                    | Whig,                                                                                 |                                                                                       |
|               | 1847          | Martin Tucker Smith                        | Sir George Dashwood                                         | Whig                                                        | Whig,                                                                                 |                                                                                       |
|               |               | Martin Tucker Smith                        | Sir George Dashwood                                         | 1859                                                        | Libéral                                                                               | Libéral                                                                               |
|               | 1862          | Martin Tucker Smith                        | John Remington Mills                                        | Libéral                                                     |                                                                                       | Libéral                                                                               |
|               | 1865          | Hon. Charles Carrington                    | John Remington Mills                                        | Libéral                                                     | Libéral                                                                               |                                                                                       |

### MPs 1868–aujourd’hui
- Réduit à un membre (1868)

| Élection | Élection                | Membre                 | Membre | Parti        |
| -------- | ----------------------- | ---------------------- | ------ | ------------ |
|          | 1868                    | Hon. William Carington |        | Liberal      |
|          | Élection partielle 1883 | Gerard Smith           |        | Liberal      |
|          | 1885                    | Richard Curzon         |        | Conservateur |
|          | 1900                    | William Grenfell       |        | Conservateur |
|          | 1906                    | Arnold Herbert         |        | Liberal      |
|          | janvier 1910            | Sir Charles Cripps     |        | Conservateur |
|          | Élection partielle 1914 | William Baring du Pré  |        | Conservateur |
|          | 1923                    | Vera Woodhouse         |        | Liberal      |
|          | 1924                    | Sir Alfred Knox        |        | Unioniste    |
|          | 1945                    | John Haire             |        | Travailliste |
|          | 1951                    | William Astor          |        | Conservateur |
|          | Élection partielle 1952 | Sir John Hall          |        | Conservateur |
|          | Élection partielle 1978 | Sir Ray Whitney        |        | Conservateur |
|          | 2001                    | Paul Goodman           |        | Conservateur |
|          | 2010                    | Steve Baker            |        | Conservateur |
|          | 2024                    | Emma Reynolds          |        | Travailliste |

## Élections

### Élections dans les années 2010
| Parti         | Parti                | Candidat             | Voix   | %    | ±    |
| ------------- | -------------------- | -------------------- | ------ | ---- | ---- |
|               | Conservateur         | Steve Baker          | 24 766 | 45,2 | –4.8 |
|               | Travailliste         | Khalil Ahmed         | 20 552 | 37,5 | –0.2 |
|               | Libéral Démocrate    | Toni Brodelle        | 6 543  | 11,9 | +4.2 |
|               | Green                | Peter Sims           | 1 454  | 2,7  | +0.4 |
|               | Wycombe Independents | Julia Wassell        | 926    | 1,7  | N/A  |
|               | UKIP                 | Vijay Srao           | 324    | 0,6  | –1.7 |
|               | Indépendant          | Edmund Gemmell       | 191    | 0,3  | N/A  |
| Majorité      | Majorité             | Majorité             | 4 214  | 7,7  | –4.6 |
| Participation | Participation        | Participation        | 54 756 | 70,1 | +0.7 |
|               | Conservateur retenir | Conservateur retenir | Swing  | –2.3 |      |

| Parti         | Parti                | Candidat             | Voix   | %    | ±     |
| ------------- | -------------------- | -------------------- | ------ | ---- | ----- |
|               | Conservateur         | Steve Baker          | 26 766 | 50,0 | −1.4  |
|               | Travailliste         | Rafiq Raja           | 20 188 | 37,7 | +15.2 |
|               | Libéral Démocrate    | Steve Guy            | 4 147  | 7,8  | −1.1  |
|               | UKIP                 | Richard Phoenix      | 1 210  | 2,3  | −7.8  |
|               | Green                | Peter Sims           | 1 182  | 2,2  | −3.8  |
| Majorité      | Majorité             | Majorité             | 6 578  | 12,3 | –16.6 |
| Participation | Participation        | Participation        | 53 493 | 69,4 | +2.0  |
|               | Conservateur retenir | Conservateur retenir | Swing  | −8.3 |       |

| Parti         | Parti                | Candidat             | Voix   | %    | ±     |
| ------------- | -------------------- | -------------------- | ------ | ---- | ----- |
|               | Conservateur         | Steve Baker          | 26 444 | 51,4 | +2.8  |
|               | Travailliste         | David Williams       | 11 588 | 22,5 | +5.2  |
|               | UKIP                 | David Meacock        | 5 198  | 10,1 | +5.7  |
|               | Libéral Démocrate    | Steve Guy            | 4 546  | 8,8  | −20.0 |
|               | Green                | Jem Bailey           | 3 086  | 6,0  | N/A   |
|               | Indépendant          | David Fitton         | 577    | 1,1  | +0.7  |
| Majorité      | Majorité             | Majorité             | 14 856 | 28,9 | +9.0  |
| Participation | Participation        | Participation        | 51 439 | 67,4 | +1.2  |
|               | Conservateur retenir | Conservateur retenir | Swing  |      |       |

| Parti         | Parti             | Candidat        | Votes  | %    |
| ------------- | ----------------- | --------------- | ------ | ---- |
|               | Conservateur      | Steve Baker     | 23 423 | 48,6 |
|               | Libéral Démocrate | Steve Guy       | 13 863 | 28,8 |
|               | Travailliste      | Andrew Lomas    | 8 326  | 17,3 |
|               | UKIP              | John Wiseman    | 2 123  | 4,4  |
|               | Indépendant       | Mudassar Khokar | 228    | 0,5  |
|               | Indépendant       | David Fitton    | 188    | 0,4  |
| Majorité      | Majorité          | Majorité        | 9 560  | 19,9 |
| Participation | Participation     | Participation   | 48 151 | 66,2 |
|               | Conservateur hold |                 |        |      |

- Cette circonscription a subi des changements de limites entre les élections générales de 2005 et 2010 et le calcul de la variation des voix n'a donc pas de sens.

### Élections dans les années 2000
| Parti         | Parti                | Candidat             | Voix   | %    | ±    |
| ------------- | -------------------- | -------------------- | ------ | ---- | ---- |
|               | Conservateur         | Paul Goodman         | 20 331 | 45,8 | +3.4 |
|               | Travailliste         | Julia Wassell        | 13 280 | 29,9 | −5.4 |
|               | Libéral Démocrate    | James Oates          | 8 780  | 19,8 | +2.8 |
|               | UKIP                 | Robert Davis         | 1 735  | 3,9  | +1.5 |
|               | Indépendant          | David Fitton         | 301    | 0,7  | +0.2 |
| Majorité      | Majorité             | Majorité             | 7 051  | 15,9 | +8.8 |
| Participation | Participation        | Participation        | 44 427 | 62,2 | +1.7 |
|               | Conservateur retenir | Conservateur retenir | Swing  | +4.4 |      |

| Parti         | Parti                | Candidat             | Voix   | %    | ±     |
| ------------- | -------------------- | -------------------- | ------ | ---- | ----- |
|               | Conservateur         | Paul Goodman         | 19 064 | 42,4 | +2.5  |
|               | Travailliste         | Chauhdry Shafique    | 15 896 | 35,3 | −0.1  |
|               | Libéral Démocrate    | Dee Tomlin           | 7 658  | 17,0 | −1.5  |
|               | UKIP                 | Christopher Cooke    | 1 059  | 2,4  | N/A   |
|               | Green                | John Laker           | 1 057  | 2,4  | +1.0  |
|               | Indépendant          | David Fitton         | 240    | 0,5  | N/A   |
| Majorité      | Majorité             | Majorité             | 3 168  | 7,1  | +2.6  |
| Participation | Participation        | Participation        | 44 974 | 60,5 | −10.6 |
|               | Conservateur retenir | Conservateur retenir | Swing  |      |       |

### Élections dans les années 1990
| Parti         | Parti                | Candidat             | Voix   | %    | ±     |
| ------------- | -------------------- | -------------------- | ------ | ---- | ----- |
|               | Conservateur         | Ray Whitney          | 20 890 | 39,9 | −14.2 |
|               | Travailliste         | Chris Bryant         | 18 520 | 35,4 | +13.8 |
|               | Libéral Démocrate    | Paul Bensilum        | 9 678  | 18,5 | −3.1  |
|               | Référendum           | Alan Fulford         | 2 394  | 4,6  | N/A   |
|               | Green                | John Laker           | 716    | 1,4  | +0.2  |
|               | Natural Law          | Mark Heath           | 121    | 0,2  | N/A   |
| Majorité      | Majorité             | Majorité             | 2 370  | 4,5  | −25.7 |
| Participation | Participation        | Participation        | 52 319 | 71,1 | −6.9  |
|               | Conservateur retenir | Conservateur retenir | Swing  |      |       |

| Parti         | Parti                | Candidat             | Voix   | %     | ±    |
| ------------- | -------------------- | -------------------- | ------ | ----- | ---- |
|               | Conservateur         | Ray Whitney          | 30 081 | 53,14 | −0.7 |
|               | Libéral Démocrate    | Tim Andrews          | 13 005 | 22,97 | −5.5 |
|               | Travailliste         | John Huddart         | 12 222 | 22,6  | +3.0 |
|               | Green                | John Laker           | 686    | 1,2   | N/A  |
|               | SDP                  | Alan Page            | 449    | 0,8   | N/A  |
|               | Natural Law          | T. Anton             | 168    | 0,3   | N/A  |
| Majorité      | Majorité             | Majorité             | 17 076 | 30,2  | +3.8 |
| Participation | Participation        | Participation        | 56 611 | 78,0  | +5.2 |
|               | Conservateur retenir | Conservateur retenir | Swing  | +1.9  |      |

### Élections dans les années 1980
| Parti         | Parti                | Candidat             | Voix   | %    | ±    |
| ------------- | -------------------- | -------------------- | ------ | ---- | ---- |
|               | Conservateur         | Ray Whitney          | 28 209 | 53,9 | −0.3 |
|               | Social Démocratique  | Tom Hayhoe           | 14 390 | 27,5 | −0.4 |
|               | Travailliste         | John Huddart         | 9 773  | 18,7 | +1.4 |
| Majorité      | Majorité             | Majorité             | 13 819 | 26,4 | +0.1 |
| Participation | Participation        | Participation        | 56 611 | 72,8 | +1.1 |
|               | Conservateur retenir | Conservateur retenir | Swing  |      |      |

| Parti         | Parti                       | Candidat      | Votes  | %     |
| ------------- | --------------------------- | ------------- | ------ | ----- |
|               | Conservateur                | Ray Whitney   | 27 221 | 54,22 |
|               | Social Démocratique         | Alan Page     | 14 024 | 27,93 |
|               | Travailliste                | Colin Bastin  | 8 636  | 17,20 |
|               | Multiracial Political Party | M. Amin       | 327    | 0,65  |
| Majorité      | Majorité                    | Majorité      | 13 197 | 26,28 |
| Participation | Participation               | Participation |        | 71,66 |
|               | Conservateur hold           |               |        |       |

- Cette circonscription a subi des changements de limites entre les élections générales de 1979 et 1983 et le calcul de la variation des voix n'a donc pas de sens.

### Élections dans les années 1970
| Parti         | Parti                | Candidat             | Voix   | %     | ±      |
| ------------- | -------------------- | -------------------- | ------ | ----- | ------ |
|               | Conservateur         | Ray Whitney          | 38 171 | 57,30 | +10.97 |
|               | Travailliste         | Trevor Fowler        | 18 000 | 27,02 | −3.80  |
|               | Liberal              | A. Lawson            | 9 615  | 14,43 | −4.92  |
|               | National Front       | Sylvia Jones         | 833    | 1,25  | −2.25  |
| Majorité      | Majorité             | Majorité             | 20 171 | 30,28 | +14.78 |
| Participation | Participation        | Participation        |        | 77,61 | N/A    |
|               | Conservateur retenir | Conservateur retenir | Swing  |       |        |

| Parti         | Parti                | Candidat             | Voix   | %     | ±      |
| ------------- | -------------------- | -------------------- | ------ | ----- | ------ |
|               | Conservateur         | Ray Whitney          | 29 677 | 59,96 | +13.63 |
|               | Travailliste         | Trevor Fowler        | 14 109 | 28,51 | −2.31  |
|               | Liberal              | Harry Warschauer     | 3 665  | 7,41  | −11.94 |
|               | National Front       | Sylvia Jones         | 2 040  | 4,12  | +0.62  |
| Majorité      | Majorité             | Majorité             | 15 568 | 31,46 | +15.96 |
| Participation | Participation        | Participation        | 49 491 |       |        |
|               | Conservateur retenir | Conservateur retenir | Swing  |       |        |

| Parti         | Parti                | Candidat             | Voix   | %     | ± |
| ------------- | -------------------- | -------------------- | ------ | ----- | - |
|               | Conservateur         | John Hall            | 27 131 | 46,33 | ' |
|               | Travailliste         | W. F. Back           | 18 052 | 30,82 |   |
|               | Liberal              | M. T. James          | 11 333 | 19,35 |   |
|               | National Front       | D. H. Smith          | 2 049  | 3,50  |   |
| Majorité      | Majorité             | Majorité             | 9 079  | 15,50 |   |
| Participation | Participation        | Participation        |        | 74,29 |   |
|               | Conservateur retenir | Conservateur retenir | Swing  |       |   |

| Parti         | Parti             | Candidat      | Votes  | %     |
| ------------- | ----------------- | ------------- | ------ | ----- |
|               | Conservateur      | John Hall     | 29 521 | 46,23 |
|               | Travailliste      | W. F. Back    | 18 822 | 29,48 |
|               | Liberal           | M. T. James   | 15 512 | 24,29 |
| Majorité      | Majorité          | Majorité      | 10 699 | 16,76 |
| Participation | Participation     | Participation |        | 81,65 |
|               | Conservateur hold |               |        |       |

- Cette circonscription a subi des changements de limites entre les élections générales de 1970 et février 1974 et le calcul de la variation des voix n'a donc pas de sens.

| Parti         | Parti                | Candidat             | Voix   | %     | ± |
| ------------- | -------------------- | -------------------- | ------ | ----- | - |
|               | Conservateur         | John Hall            | 40 151 | 55,93 | ' |
|               | Travailliste         | Bryan S. Jones       | 23 341 | 32,51 |   |
|               | Liberal              | Ernest Henry Palfrey | 8 297  | 11,56 |   |
| Majorité      | Majorité             | Majorité             | 16 810 | 23,42 |   |
| Participation | Participation        | Participation        |        | 74,83 |   |
|               | Conservateur retenir | Conservateur retenir | Swing  |       |   |

### Élections dans les années 1960
| Parti         | Parti                | Candidat             | Voix   | %     | ± |
| ------------- | -------------------- | -------------------- | ------ | ----- | - |
|               | Conservateur         | John Hall            | 31 577 | 49,25 | ' |
|               | Travailliste         | Joseph Holland       | 24 498 | 38,21 |   |
|               | Liberal              | Morris Janis         | 8 037  | 12,54 |   |
| Majorité      | Majorité             | Majorité             | 7 079  | 11,04 |   |
| Participation | Participation        | Participation        |        | 77,19 |   |
|               | Conservateur retenir | Conservateur retenir | Swing  |       |   |

| Parti         | Parti                | Candidat             | Voix   | %     | ± |
| ------------- | -------------------- | -------------------- | ------ | ----- | - |
|               | Conservateur         | John Hall            | 30 877 | 50,01 | ' |
|               | Travailliste         | Michael Barnes       | 21 534 | 34,88 |   |
|               | Liberal              | Arthur Donald Dennis | 9 330  | 15,11 |   |
| Majorité      | Majorité             | Majorité             | 9 343  | 15,13 |   |
| Participation | Participation        | Participation        |        | 81,34 |   |
|               | Conservateur retenir | Conservateur retenir | Swing  |       |   |

### Élections dans les années 1950
| Parti         | Parti                | Candidat             | Voix   | %     | ± |
| ------------- | -------------------- | -------------------- | ------ | ----- | - |
|               | Conservateur         | John Hall            | 30 774 | 53,29 | ' |
|               | Travailliste         | Wilfred Fordham      | 19 904 | 34,47 |   |
|               | Liberal              | Arthur Donald Dennis | 7 068  | 12,24 |   |
| Majorité      | Majorité             | Majorité             | 10 870 | 18,82 |   |
| Participation | Participation        | Participation        |        | 84,67 |   |
|               | Conservateur retenir | Conservateur retenir | Swing  |       |   |

| Parti         | Parti                | Candidat             | Voix   | %     | ± |
| ------------- | -------------------- | -------------------- | ------ | ----- | - |
|               | Conservateur         | John Hall            | 29 845 | 57,67 | ' |
|               | Travailliste         | Ray Fletcher         | 21 905 | 42,33 |   |
| Majorité      | Majorité             | Majorité             | 7 940  | 15,34 |   |
| Participation | Participation        | Participation        |        | 82,02 |   |
|               | Conservateur retenir | Conservateur retenir | Swing  |       |   |

| Parti         | Parti                | Candidat             | Voix   | %     | ±     |
| ------------- | -------------------- | -------------------- | ------ | ----- | ----- |
|               | Conservateur         | John Hall            | 26 750 | 52,04 | +0.37 |
|               | Travailliste         | John Haire           | 24 650 | 47,96 | −0.37 |
| Majorité      | Majorité             | Majorité             | 2 100  | 4,09  | +0.75 |
| Participation | Participation        | Participation        | 51 400 |       |       |
|               | Conservateur retenir | Conservateur retenir | Swing  |       |       |

| Parti         | Parti                                   | Candidat                                | Voix   | %     | ± |
| ------------- | --------------------------------------- | --------------------------------------- | ------ | ----- | - |
|               | Conservateur                            | William Astor                           | 27 084 | 51,67 | ' |
|               | Travailliste                            | John Haire                              | 25 331 | 48,33 |   |
| Majorité      | Majorité                                | Majorité                                | 1 753  | 3,34  |   |
| Participation | Participation                           | Participation                           |        | 86,21 |   |
|               | Conservateur vainqueur sur Travailliste | Conservateur vainqueur sur Travailliste | Swing  |       |   |

| Parti         | Parti                | Candidat             | Voix   | %     | ± |
| ------------- | -------------------- | -------------------- | ------ | ----- | - |
|               | Travailliste         | John Haire           | 21 491 | 42,09 | ' |
|               | Conservateur         | William Astor        | 21 015 | 41,16 |   |
|               | Liberal              | Brian Armstrong Law  | 8 354  | 16,36 |   |
|               | Communiste           | E. Leigh             | 199    | 0,39  |   |
| Majorité      | Majorité             | Majorité             | 476    | 0,93  |   |
| Participation | Participation        | Participation        |        | 85,83 |   |
|               | Travailliste retenir | Travailliste retenir | Swing  |       |   |

### Élections dans les années 1940
| Parti         | Parti                                   | Candidat                                | Voix   | %     | ± |
| ------------- | --------------------------------------- | --------------------------------------- | ------ | ----- | - |
|               | Travailliste                            | John Haire                              | 20 482 | 45,17 | ' |
|               | Conservateur                            | Roger Peake                             | 17 946 | 39,58 |   |
|               | Liberal                                 | Cecil Chadwick                          | 6 916  | 15,25 |   |
| Majorité      | Majorité                                | Majorité                                | 2 536  | 5,59  |   |
| Participation | Participation                           | Participation                           |        | 72,10 |   |
|               | Travailliste vainqueur sur Conservateur | Travailliste vainqueur sur Conservateur | Swing  |       |   |

Une élection générale était prévue pour 1939/40 et en 1939, les candidats suivants avaient été approuvés;
- Conservateur: Alfred Knox
- Travailliste: Ernest Whitfield
- Libéral: Vaughan Watkins

En 1938, les partis travaillistes et libéraux locaux avaient mis sur pied une organisation officielle, le South Bucks Unity Committee, en soutien à un Front populaire, et pourraient bien avoir accepté de soutenir un candidat conjoint contre le candidat conservateur en place.

### Élections dans les années 1930
| Parti         | Parti                | Candidat             | Voix   | %     | ± |
| ------------- | -------------------- | -------------------- | ------ | ----- | - |
|               | Conservateur         | Alfred Knox          | 34 747 | 64,87 | ' |
|               | Travailliste         | Ernest Whitfield     | 18 817 | 35,13 |   |
| Majorité      | Majorité             | Majorité             | 15 930 | 29,74 |   |
| Participation | Participation        | Participation        |        | 61,41 |   |
|               | Conservateur retenir | Conservateur retenir | Swing  |       |   |

| Parti         | Parti                | Candidat             | Voix   | %     | ± |
| ------------- | -------------------- | -------------------- | ------ | ----- | - |
|               | Conservateur         | Alfred Knox          | 41 208 | 79,20 | ' |
|               | Travailliste         | Leslie Haden-Guest   | 10 821 | 20,80 |   |
| Majorité      | Majorité             | Majorité             | 30 387 | 58,40 |   |
| Participation | Participation        | Participation        | 52 029 | 67,47 |   |
|               | Conservateur retenir | Conservateur retenir | Swing  |       |   |

### Élections dans les années 1920
| Parti         | Parti             | Candidat              | Voix   | %    | ±    |
| ------------- | ----------------- | --------------------- | ------ | ---- | ---- |
|               | Unioniste         | Alfred Knox           | 23 231 | 47,4 | −7.4 |
|               | Liberal           | Leonard John Humphrey | 16 929 | 34,5 | +1.5 |
|               | Travailliste      | R. Townsend           | 8 899  | 18,1 | +5.9 |
| Majorité      | Majorité          | Majorité              | 6 302  | 12,9 | −8.9 |
| Participation | Participation     | Participation         | 49 059 | 71,1 | −6.9 |
|               | Unioniste retenir | Unioniste retenir     | Swing  | −4.5 |      |

| Parti         | Parti                           | Candidat                        | Voix   | %    | ± |
| ------------- | ------------------------------- | ------------------------------- | ------ | ---- | - |
|               | Unioniste                       | Alfred Knox                     | 20 820 | 54,8 | ' |
|               | Liberal                         | Vera Woodhouse                  | 12 526 | 33,0 |   |
|               | Travailliste                    | George Young                    | 4 626  | 12,2 |   |
| Majorité      | Majorité                        | Majorité                        | 8 294  | 21,8 |   |
| Participation | Participation                   | Participation                   |        | 78,0 |   |
|               | Unioniste vainqueur sur Liberal | Unioniste vainqueur sur Liberal | Swing  |      |   |

| Parti         | Parti                           | Candidat                        | Voix   | %    | ±     |
| ------------- | ------------------------------- | ------------------------------- | ------ | ---- | ----- |
|               | Liberal                         | Vera Woodhouse                  | 14 910 | 46,9 | +11.1 |
|               | Unioniste                       | William Baring du Pré           | 13 228 | 41,7 | −8.4  |
|               | Travailliste                    | George Young                    | 3 611  | 11,4 | −2.7  |
| Majorité      | Majorité                        | Majorité                        | 1 682  | 5,2  | N/A   |
| Participation | Participation                   | Participation                   |        | 68,2 | −1.0  |
|               | Liberal vainqueur sur Unioniste | Liberal vainqueur sur Unioniste | Swing  | +9.8 |       |

| Parti         | Parti          | Candidat              | Votes  | %    |
| ------------- | -------------- | --------------------- | ------ | ---- |
|               | Unioniste      | William Baring du Pré | 15 627 | 50,1 |
|               | Liberal        | Vera Woodhouse        | 11 154 | 35,8 |
|               | Travailliste   | Samuel Stennett       | 4 403  | 14,1 |
| Majorité      | Majorité       | Majorité              | 4 473  | 14,3 |
| Participation | Participation  | Participation         |        | 69,2 |
|               | Unioniste hold |                       |        |      |

### Élections 1868–1918

#### Élections dans les années 1910
| Parti                                                 | Parti          | Candidat              | Voix            | %               | ±               |
| ----------------------------------------------------- | -------------- | --------------------- | --------------- | --------------- | --------------- |
| C                                                     | Unioniste      | William Baring du Pré | Sans opposition | Sans opposition | Sans opposition |
|                                                       | Unioniste hold |                       |                 |                 |                 |
| C candidat approuvé par le gouvernement de coalition. |                |                       |                 |                 |                 |

| Parti              | Parti              | Candidat              | Votes  | %    |
| ------------------ | ------------------ | --------------------- | ------ | ---- |
|                    | Unioniste          | William Baring du Pré | 9 044  | 57,4 |
|                    | Liberal            | Tonman Mosley         | 6 713  | 42,6 |
| Majorité           | Majorité           | Majorité              | 2 331  | 14,8 |
| Participation      | Participation      | Participation         | 15 757 | 86,3 |
| Registre électeurs | Registre électeurs | Registre électeurs    | 18,268 |      |
|                    | Unioniste hold     |                       |        |      |

| Parti | Parti             | Candidat       | Voix            | %               | ±               |
| ----- | ----------------- | -------------- | --------------- | --------------- | --------------- |
|       | Conservateur      | Charles Cripps | Sans opposition | Sans opposition | Sans opposition |
|       | Conservateur hold |                |                 |                 |                 |

| Parti              | Parti                              | Candidat                           | Voix   | %     | ±     |
| ------------------ | ---------------------------------- | ---------------------------------- | ------ | ----- | ----- |
|                    | Conservateur                       | Charles Cripps                     | 8 690  | 58,6  | +13.5 |
|                    | Liberal                            | Arnold Herbert                     | 6 134  | 41,4  | −13.5 |
| Majorité           | Majorité                           | Majorité                           | 2 556  | 17,2  | N/A   |
| Participation      | Participation                      | Participation                      | 14 824 | 90,6  | +7.8  |
| Registre électeurs | Registre électeurs                 | Registre électeurs                 | 16,366 |       |       |
|                    | Conservateur vainqueur sur Liberal | Conservateur vainqueur sur Liberal | Swing  | +13.5 |       |

#### Élections dans les années 1900
| Parti              | Parti                              | Candidat                           | Voix   | %     | ±     |
| ------------------ | ---------------------------------- | ---------------------------------- | ------ | ----- | ----- |
|                    | Liberal                            | Arnold Herbert                     | 6 839  | 54,9  | +17.9 |
|                    | Conservateur                       | Alfred Cripps                      | 5 626  | 45,1  | −17.9 |
| Majorité           | Majorité                           | Majorité                           | 1 213  | 9,8   | N/A   |
| Participation      | Participation                      | Participation                      | 12 465 | 82,8  | +8.6  |
| Registre électeurs | Registre électeurs                 | Registre électeurs                 | 15,050 |       |       |
|                    | Liberal vainqueur sur Conservateur | Liberal vainqueur sur Conservateur | Swing  | +17.9 |       |

| Parti              | Parti              | Candidat           | Votes  | %    |
| ------------------ | ------------------ | ------------------ | ------ | ---- |
|                    | Conservateur       | William Grenfell   | 6 111  | 63,0 |
|                    | Liberal            | J. Thomas          | 3 582  | 37,0 |
| Majorité           | Majorité           | Majorité           | 2 529  | 26,0 |
| Participation      | Participation      | Participation      | 9 693  | 74,2 |
| Registre électeurs | Registre électeurs | Registre électeurs | 13 064 |      |
|                    | Conservateur hold  |                    |        |      |

#### Élections dans les années 1890
| Parti | Parti             | Candidat       | Voix            | %               | ±               |
| ----- | ----------------- | -------------- | --------------- | --------------- | --------------- |
|       | Conservateur      | Richard Curzon | Sans opposition | Sans opposition | Sans opposition |
|       | Conservateur hold |                |                 |                 |                 |

- Causé par la nomination de Curzon comme Treasurer of the Household.

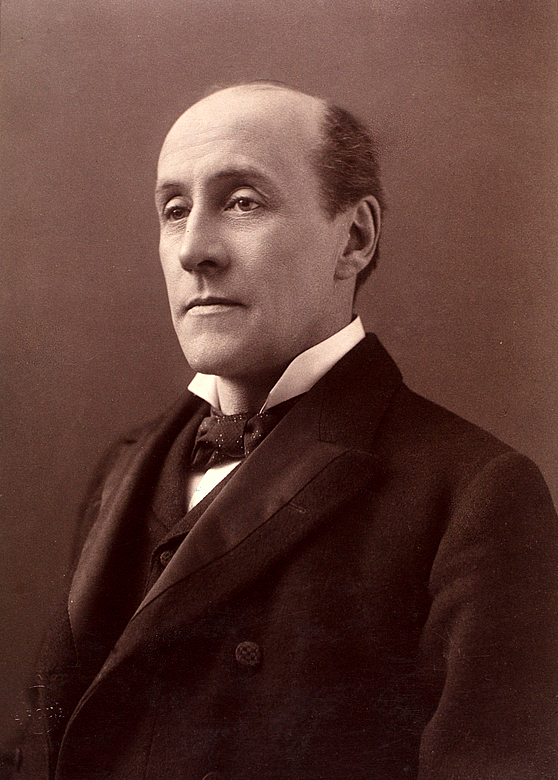
Hawkins

| Parti | Parti             | Candidat       | Voix            | %               | ±               |
| ----- | ----------------- | -------------- | --------------- | --------------- | --------------- |
|       | Conservateur      | Richard Curzon | Sans opposition | Sans opposition | Sans opposition |
|       | Conservateur hold |                |                 |                 |                 |

| Parti              | Parti                | Candidat             | Voix   | %    | ±    |
| ------------------ | -------------------- | -------------------- | ------ | ---- | ---- |
|                    | Conservateur         | Richard Curzon       | 5 030  | 55,8 | −0.8 |
|                    | Liberal              | Anthony Hope         | 3 988  | 44,2 | +0.8 |
| Majorité           | Majorité             | Majorité             | 1 042  | 11,6 | −1.6 |
| Participation      | Participation        | Participation        | 9 018  | 78,1 | +5.7 |
| Registre électeurs | Registre électeurs   | Registre électeurs   | 11,546 |      |      |
|                    | Conservateur retenir | Conservateur retenir | Swing  | −0.8 |      |

#### Élections dans les années 1880
| Parti              | Parti              | Candidat           | Votes  | %    |
| ------------------ | ------------------ | ------------------ | ------ | ---- |
|                    | Conservateur       | Richard Curzon     | 4 620  | 56,6 |
|                    | Liberal            | Alfred Gilbey      | 3 537  | 43,4 |
| Majorité           | Majorité           | Majorité           | 1 083  | 13,2 |
| Participation      | Participation      | Participation      | 9 331  | 72,4 |
| Registre électeurs | Registre électeurs | Registre électeurs | 11,269 |      |
|                    | Conservateur hold  |                    |        |      |

| Parti              | Parti                              | Candidat           | Votes  | %    |
| ------------------ | ---------------------------------- | ------------------ | ------ | ---- |
|                    | Conservateur                       | Richard Curzon     | 5 092  | 54,6 |
|                    | Liberal                            | Rupert Carington   | 4 239  | 45,4 |
| Majorité           | Majorité                           | Majorité           | 853    | 9,2  |
| Participation      | Participation                      | Participation      | 9 331  | 82,8 |
| Registre électeurs | Registre électeurs                 | Registre électeurs | 11 269 |      |
|                    | Conservateur vainqueur sur Liberal |                    |        |      |

| Parti              | Parti              | Candidat             | Votes | %    |
| ------------------ | ------------------ | -------------------- | ----- | ---- |
|                    | Liberal            | Gerard Smith         | 1 105 | 66,5 |
|                    | Conservateur       | James Simpson Carson | 557   | 33,5 |
| Majorité           | Majorité           | Majorité             | 548   | 33,0 |
| Participation      | Participation      | Participation        | 1 662 | 80,6 |
| Registre électeurs | Registre électeurs | Registre électeurs   | 2,062 |      |
|                    | Liberal hold       |                      |       |      |

| Parti              | Parti              | Candidat           | Voix            | %               | ±               |
| ------------------ | ------------------ | ------------------ | --------------- | --------------- | --------------- |
|                    | Liberal            | William Carington  | Sans opposition | Sans opposition | Sans opposition |
| Registre électeurs | Registre électeurs | Registre électeurs | 1,865           |                 |                 |
|                    | Liberal hold       |                    |                 |                 |                 |

- Causé par la nomination de Carington en tant que Groom in Waiting.

| Parti              | Parti              | Candidat           | Voix            | %               | ±               |
| ------------------ | ------------------ | ------------------ | --------------- | --------------- | --------------- |
|                    | Liberal            | William Carington  | Sans opposition | Sans opposition | Sans opposition |
| Registre électeurs | Registre électeurs | Registre électeurs | 1,865           |                 |                 |
|                    | Liberal hold       |                    |                 |                 |                 |

#### Élections dans les années 1870
| Parti              | Parti                | Candidat           | Voix  | %    | ±     |
| ------------------ | -------------------- | ------------------ | ----- | ---- | ----- |
|                    | Liberal              | William Carington  | 953   | 68,7 | +10.3 |
|                    | Lib-Lab              | Henry Broadhurst   | 415   | 29,9 | N/A   |
|                    | Liberal-Conservative | Frederick Charsley | 19    | 1,4  | N/A   |
| Majorité           | Majorité             | Majorité           | 538   | 38,8 | +22.1 |
| Participation      | Participation        | Participation      | 1 387 | 86,7 | −3.1  |
| Registre électeurs | Registre électeurs   | Registre électeurs | 1,599 |      |       |
|                    | Liberal retenir      | Liberal retenir    | Swing | N/A  |       |

#### Élections dans les années 1860
| Parti              | Parti              | Candidat             | Votes | %    |
| ------------------ | ------------------ | -------------------- | ----- | ---- |
|                    | Liberal            | William Carington    | 701   | 58,4 |
|                    | Liberal            | John Remington Mills | 500   | 41,6 |
| Majorité           | Majorité           | Majorité             | 201   | 16,7 |
| Participation      | Participation      | Participation        | 1 201 | 89,8 |
| Registre électeurs | Registre électeurs | Registre électeurs   | 1,338 |      |
|                    | Liberal hold       |                      |       |      |

### Élections 1832–1868

#### Élections dans les années 1860
| Parti | Parti        | Candidat          | Voix            | %               | ±               |
| ----- | ------------ | ----------------- | --------------- | --------------- | --------------- |
|       | Liberal      | William Carington | Sans opposition | Sans opposition | Sans opposition |
|       | Liberal hold |                   |                 |                 |                 |

- Causé par la succession de Carrington à la pairie, devenant Lord Carrington.

| Parti              | Parti              | Candidat             | Voix            | %               | ±               |
| ------------------ | ------------------ | -------------------- | --------------- | --------------- | --------------- |
|                    | Liberal            | Charles Carrington   | Sans opposition | Sans opposition | Sans opposition |
|                    | Liberal            | John Remington Mills | Sans opposition | Sans opposition | Sans opposition |
| Registre électeurs | Registre électeurs | Registre électeurs   | 551             |                 |                 |
|                    | Liberal hold       |                      |                 |                 |                 |
|                    | Liberal hold       |                      |                 |                 |                 |

| Parti              | Parti              | Candidat             | Votes | %    |
| ------------------ | ------------------ | -------------------- | ----- | ---- |
|                    | Liberal            | John Remington Mills | 220   | 58,2 |
|                    | Conservateur       | Donald Cameron       | 158   | 41,8 |
| Majorité           | Majorité           | Majorité             | 62    | 16,4 |
| Participation      | Participation      | Participation        | 378   | 89,4 |
| Registre électeurs | Registre électeurs | Registre électeurs   | 423   |      |
|                    | Liberal hold       |                      |       |      |

- Causé par la mort de Dashwood.

#### Élections dans les années 1850
| Parti              | Parti              | Candidat            | Voix            | %               | ±               |
| ------------------ | ------------------ | ------------------- | --------------- | --------------- | --------------- |
|                    | Liberal            | George Dashwood     | Sans opposition | Sans opposition | Sans opposition |
|                    | Liberal            | Martin Tucker Smith | Sans opposition | Sans opposition | Sans opposition |
| Registre électeurs | Registre électeurs | Registre électeurs  | 392             |                 |                 |
|                    | Liberal hold       |                     |                 |                 |                 |
|                    | Liberal hold       |                     |                 |                 |                 |

| Parti              | Parti              | Candidat            | Voix            | %               | ±               |
| ------------------ | ------------------ | ------------------- | --------------- | --------------- | --------------- |
|                    | Whig               | George Dashwood     | Sans opposition | Sans opposition | Sans opposition |
|                    | Whig               | Martin Tucker Smith | Sans opposition | Sans opposition | Sans opposition |
| Registre électeurs | Registre électeurs | Registre électeurs  | 390             |                 |                 |
|                    | Whig hold          |                     |                 |                 |                 |
|                    | Whig hold          |                     |                 |                 |                 |

| Parti              | Parti              | Candidat            | Votes     | %          |
| ------------------ | ------------------ | ------------------- | --------- | ---------- |
|                    | Whig               | George Dashwood     | 262       | 44,7       |
|                    | Whig               | Martin Tucker Smith | 208       | 35,5       |
|                    | Whig               | William Simpson,    | 116       | 19,8       |
| Majorité           | Majorité           | Majorité            | 92        | 15,7       |
| Participation      | Participation      | Participation       | 293 (est) | 84,7 (est) |
| Registre électeurs | Registre électeurs | Registre électeurs  | 346       |            |
|                    | Whig hold          |                     |           |            |
|                    | Whig hold          |                     |           |            |

#### Élections dans les années 1840
| Parti              | Parti                     | Candidat            | Voix            | %               | ±               |
| ------------------ | ------------------------- | ------------------- | --------------- | --------------- | --------------- |
|                    | Whig                      | George Dashwood     | Sans opposition | Sans opposition | Sans opposition |
|                    | Whig                      | Martin Tucker Smith | Sans opposition | Sans opposition | Sans opposition |
| Registre électeurs | Registre électeurs        | Registre électeurs  | 335             |                 |                 |
|                    | Whig hold                 |                     |                 |                 |                 |
|                    | Whig Vainqueur de Radical |                     |                 |                 |                 |

| Parti              | Parti                      | Candidat                 | Votes | %    |
| ------------------ | -------------------------- | ------------------------ | ----- | ---- |
|                    | Whig                       | George Dashwood          | 189   | 33,5 |
|                    | Radical                    | Ralph Bernal             | 159   | 28,2 |
|                    | Conservateur               | James William Freshfield | 130   | 23,0 |
|                    | Conservateur               | Robert Alexander         | 86    | 15,2 |
| Participation      | Participation              | Participation            | 288   | 74,2 |
| Registre électeurs | Registre électeurs         | Registre électeurs       | 388   |      |
|                    | Whig hold                  |                          |       |      |
|                    | Radical vainqueur sur Whig |                          |       |      |

#### Élections dans les années 1830
| Parti | Parti     | Candidat            | Votes           | %               |                 |
| ----- | --------- | ------------------- | --------------- | --------------- | --------------- |
|       | Whig      | George Robert Smith | Sans opposition | Sans opposition | Sans opposition |
|       | Whig hold |                     |                 |                 |                 |

- Causé par la succession de Smith à la pairie, devenant le 2e Baron Carrington

| Parti              | Parti              | Candidat           | Votes           | %               |                 |
| ------------------ | ------------------ | ------------------ | --------------- | --------------- | --------------- |
|                    | Whig               | Robert Smith       | Sans opposition | Sans opposition | Sans opposition |
|                    | Whig               | George Dashwood    | Sans opposition | Sans opposition | Sans opposition |
| Registre électeurs | Registre électeurs | Registre électeurs | 387             |                 |                 |
|                    | Whig hold          |                    |                 |                 |                 |
|                    | Whig hold          |                    |                 |                 |                 |

| Parti              | Parti              | Candidat           | Voix   | %       | ±       |
| ------------------ | ------------------ | ------------------ | ------ | ------- | ------- |
|                    | Whig               | Robert Smith       | 289    | 51,2    | +10.3   |
|                    | Whig               | Charles Grey       | 147    | 26,1    | −5.9    |
|                    | Conservateur       | Benjamin Disraeli  | 128    | 22,7    | −4.5    |
| Majorité           | Majorité           | Majorité           | 19     | 3,4     | −1.4    |
| Participation      | Participation      | Participation      | c. 282 | c. 91,3 | c. +2.7 |
| Registre électeurs | Registre électeurs | Registre électeurs | 309    |         |         |
|                    | Whig retenir       | Whig retenir       | Swing  | +6.3    |         |
|                    | Whig retenir       | Whig retenir       | Swing  | −1.8    |         |

| Parti              | Parti              | Candidat           | Votes | %    |
| ------------------ | ------------------ | ------------------ | ----- | ---- |
|                    | Whig               | Robert Smith       | 179   | 40,9 |
|                    | Whig               | Charles Grey       | 140   | 32,0 |
|                    | Tory               | Benjamin Disraeli  | 119   | 27,2 |
| Majorité           | Majorité           | Majorité           | 21    | 4,8  |
| Participation      | Participation      | Participation      | 264   | 88,6 |
| Registre électeurs | Registre électeurs | Registre électeurs | 298   |      |
|                    | Whig hold          |                    |       |      |
|                    | Whig hold          |                    |       |      |

| Parti              | Parti              | Candidat           | Votes | %    |
| ------------------ | ------------------ | ------------------ | ----- | ---- |
|                    | Whig               | Charles Gray       | 23    | 65,7 |
|                    | Tory               | Benjamin Disraeli  | 12    | 34,3 |
| Majorité           | Majorité           | Majorité           | 11    | 31,4 |
| Participation      | Participation      | Participation      | 35    | 33,7 |
| Registre électeurs | Registre électeurs | Registre électeurs | 104   |      |
|                    | Whig hold          |                    |       |      |

- Causé par la démission de Baring

| Parti              | Parti                          | Candidat           | Votes           | %               |                 |
| ------------------ | ------------------------------ | ------------------ | --------------- | --------------- | --------------- |
|                    | Whig                           | Thomas Baring      | Sans opposition | Sans opposition | Sans opposition |
|                    | Whig                           | Robert Smith       | Sans opposition | Sans opposition | Sans opposition |
| Registre électeurs | Registre électeurs             | Registre électeurs | 104             |                 |                 |
|                    | Whig hold                      |                    |                 |                 |                 |
|                    | Whig Vainqueur de Non Partisan |                    |                 |                 |                 |

| Parti | Parti             | Candidat           | Votes           | %               |                 |
| ----- | ----------------- | ------------------ | --------------- | --------------- | --------------- |
|       | Whig              | Thomas Baring      | Sans opposition | Sans opposition | Sans opposition |
|       | Non Partisan      | John Dashwood-King | Sans opposition | Sans opposition | Sans opposition |
|       | Whig hold         |                    |                 |                 |                 |
|       | Non Partisan hold |                    |                 |                 |                 |